# Естадіо-Серро-дель-Еспіно
«Естадіо Серро дель Еспіно» (англ. Estadio Cerro del Espino) — футбольний стадіон у місті Махадаонда, Іспанія, є домашнім полем клубу «Атлетіко Мадрид Фемінас». Відкритий 1995 року, місткість — 3 500 осіб.